# Salanoemia fuscicornis
Salanoemia fuscicornis är en fjärilsart som beskrevs av Henry John Elwes och Edwards 1897. Salanoemia fuscicornis ingår i släktet Salanoemia och familjen tjockhuvuden. Inga underarter finns listade i Catalogue of Life.